# Boom Mountain
Der Boom Mountain ist ein Berg der Rocky Mountains, der nördlich des Vermilion Pass an der Grenze zwischen Alberta und British Columbia an der Kontinentalen Wasserscheide liegt. Es wurde 1908 nach dem Boom Lake benannt, welcher direkt unterhalb des Bergs liegt.

## Geologie
Der Berg besteht aus Sedimentgestein aus der Zeit des Präkambriums bis zum Jura. Dieses in flachen Meeren entstandene Sedimentgestein wurde während der Laramischen Gebirgsbildung nach Osten und über die Oberfläche jüngeren Gesteins geschoben.

## Klima
Der Boom Mountain liegt in einem subarktischen Klima mit kalten, schneereichen Wintern und milden Sommern. Im Winter können die Temperaturen unter −20 °C fallen.